# ایوان سانتینی
ایوان سانتینی (کرواتی: Ivan Santini؛ زادهٔ ۲۱ مهٔ ۱۹۸۹) بازیکن فوتبال اهل کرواسی است.
از باشگاه‌هایی که در آن بازی کرده‌است می‌توان به باشگاه فوتبال اینتر زاپرشیچ، باشگاه فوتبال کورتریک، باشگاه فوتبال فرایبورگ، باشگاه فوتبال اینگولشتات ۰۴، و باشگاه فوتبال استاندارد لیژ اشاره کرد.
وی همچنین در تیم ملی فوتبال کرواسی بازی کرده‌است.